# Басутоленд в Первой мировой войне
Басутоленд (нынешний Лесото) вступил в Первую мировую войну одновременно с Великобританией, которая объявила войну Германии 4 августа 1914 года.

## Предыстория
Территории Бечуаналенда, Басутоленда и Свазиленда в совокупности составляли протектораты под непосредственным управлением Верховного комиссара Южной Африки. Басутоленд был страной, не имеющей выхода к морю, полностью окружённой Южно-Африканским Союзом. Его население в 1904 году составляло 348 848 человек.

## Война

Басутоленд в 1914 году

Первая мировая война была широко известна среди населения как «война кайзеров».
Рост национализма в Южно-Африканском Союзе во время войны вызвал серьёзную обеспокоенность африканских лидеров в Свазиленде и Басутоланде. Они боялись, что их страны могут быть интегрированы в ЮАС, который со своей все более расистской политикой получит независимость, и после этого они останутся беззащитны. Они пытались защищать свою независимость от Южной Африки через прямую связь с Великобританией, что дало народу басуто особое представление об империи. Многие мужчины басуто присоединились к Южноафриканскому трудовому корпусу коренных жителей, чтобы сражаться на стороне британцев во время Первой мировой войны.
Изолированное положение Басутоленда, который был полностью окружён территорией ЮАС, и тот факт, что он не граничил с какой-либо немецкой колонией, означало, что не было необходимости принимать военные меры, принятые в других странах. Фактически никаких военных мер на протяжении всего конфликта в колонии не применялось. В Басутоленде из 366 европейцев 190 присоединились к войскам и служили на различных фронтах. Первый призыв добровольцев присоединиться к иностранному трудовому корпусу не увенчался успехом: набралось всего около 250 африканцев. Во втором призыве планировалось набрать 2000 добровольцев, и после всесторонних консультаций с местными вождями получилось набрать чуть более 1400 человек. Их отправили во Францию, а небольшое количество присоединилось к Транспортному корпусу, который был отправлен в Восточную Африку.

## Экономика
Первая мировая война вызвала высокие цены на шерсть и зерно, чем воспользовался Басутоленд, начав производительное выращивание кукурузы. Экспорт пшеницы в 1919 году составил рекордные 256 000 мешков.

## Последствия
Население разочаровалось из-за отсутствия какой-либо награды или хотя бы признания на местном или международном уровне за их жертвы. Наибольший гнев был вызван тем фактом, что черные и белые солдаты сталкивались с одинаковыми опасностями, были убиты одним и тем же способом, и тем не менее, на юге Африки, это равенство не существовало и не признавалось. Ветераны войны не получили каких-либо наград, и все обещания, данные во время вербовки, были забыты. Выполнив свою задачу, эти люди были репатриированы без дальнейших церемоний. Это означает, что, хотя люди из Лесото пошли на войну в силу своих «особых отношений» с британцами, с ними обращались так же, как с чернокожими южноафриканцами. Многие из них были в ужасном бедствии без еды и с небольшими деньгами они устремились обратно в бедные районы. Это было особенно характерно для басуто, потому что в 1914 году Басутоленд испытывал острую нехватку еды. Разочарованный А. К. Хабаниса описал свою ситуацию следующим образом: «Я подобен камню, о котором после убийства птицы никто не заботится, никому нет дела до того, куда он упадет».
На военном мемориале в Лесото есть 45 имён жертв Первой мировой войны, могилы которых не удалось сохранить.11 ноября 2018 года в ознаменование ежегодного Дня перемирия и памяти ветеранов мировой войны и павших героев в воскресенье на площади Макоаняне в Масеру были возложены 17 венков. Возложили венки король Летсие III, а затем исполняющий обязанности премьер-министра Моньяне Молелеки, заместитель председателя Сената Цепо Монети и спикер Национального собрания Сефири Мотаньяне.